# مضاد حكة
الدواء المضاد للحكة (بالإنجليزية: Antipruritic أو anti-itch drug)‏ هو الدواء المستخدم لكبح الحكة المتعلقة بلفح الشمس والحساسية والتهاب الجلد والصدفية والحماق والعدوى الفطرية ولسعات البعوض والبراغيث والسوس والتهاب الجلد التماسي والشرى الناتج من نباتات اللبلاب السام (التهاب الجلد التماسي المحدث بال يوروشيول) أو القراص الكبير.

## مضادات الحكة الشائعة
تتوفر مضادات الحكة الموضعية على شكل كريمات أو بخاخات وهي متاحة بدون وصفة. توجد مضادات الحكة التي تؤخذ عن طريق الفم أيضا، لكن عادة ما تحتاج إلى وصفة. تشمل المكونات الفعالة أدوية تنتمي للمجموعات التالية:
- مضاد هستامين مثل ديفينهيدرامين
- كورتيكوستيرويد مثل هيدروكورتيزون المتوفر على شكل كريم موضعي. (طالع: ستيرويد موضعي)
- مهيج مقابل مثل زيت النعناع والمنثول والكافور[1]
- مخدر موضعي مثل بنزوكائين

## مضادات الحكة موضع الشك
- محلول بوروف
- زيت الزيتون
- البلسم[2][3][4][5]
- مثبطات استرداد السيروتونين الانتقائية[6]، مثل ميرتازابين وهو مضاد اكتئاب يمتلك تأثيرا مناهضا لمستقبل هستامين H1.
- كالامين، لكن إدارة الغذاء والدواء الأمريكية أكدت على أن تأثيره ضعيف إن كان موجودا.[7][8]
- مرهم بيكربونات الصوديوم مع الماء.[9]
- هيدروكسيد الأمونيوم (الأمونيا المنزلية)[9]
- كريمات تحتوي على باباين